# Кочетков Афанасій Іванович
Афанасій Іванович Кочетков (рос. Афанасий Иванович Кочетков; 9 березня 1930 — 25 червня 2004, Москва, Росія) — радянський і російський актор театру і кіно. Заслужений артист РРФСР (1967). Народний артист РРФСР (1976).

## Життєпис
Закінчив Театральне училище ім. М. Щепкіна (1956) в Москві.
До 1962 року грав у Театрі-студії кіноактора, з 1962 — у Московському драматичному театрі імені Пушкіна.
З 1979 року — актор Державного академічного Малого театру.

## Фільмографія
- «Шведський сірник» (1954)
- «Зоряний хлопчик» (1958)
- «Над Тисою» (1958)
- «Муму» (1959)
- «Зорі назустріч» (1959)
- «Довгий день» (1961)
- «Хід конем» (1962)
- «Угрюм-ріка» (1968)
- «Неймовірний Ієгудіїл Хламіда» (1969)
- «Серце Росії» (1970)
- «Мандрівний фронт» (1971)
- «Звичайна Арктика» (1976)
- «Мужики!..» (1982)
- «Божевільний день інженера Баркасова» (1983)
- «Сага древніх булгар. Лествиця Володимира Красне Сонечко» (2004)

Знявся в українських фільмах:
- «Олекса Довбуш» (1960, Довбуш)
- «Самотність» (1964, Антонов)
- «Київські фрески» (1966)
- «Берег надії» (1967, майор Гризлі)
- «Родина Коцюбинських» (1970, Горький)
- «Білий башлик» (Яків)
- «Порт» (1975)
- «Море» (1978, 2 с, Прохор)
- «Червоні погони» (1980)
- «Десь гримить війна» (1986, т/ф, 3 с, Левонтій)
- «Нині прослався син людський» (1990)
- «Спочатку було слово» (1992)
- «Господи, прости нас, грішних» (1992, Костиль) та ін.